# Mezquita Central de Biskek
La Mezquita Central del Imam Sarakhsi, comúnmente conocida como la Mezquita Central de Bishkek (en kirguís: Бишкек борбордук мечити, en ruso: Центральная мечеть Бишкека, es una mezquita en Biskek, Kirguistán.
La construcción de la mezquita comenzó en 2012 y se inauguró en 2018. Fue financiada por la Diyanet turca. Es una de varias mezquitas financiadas por Turquía en todo el mundo. Construida en un estilo renacentista otomano, la mezquita es una de las más grandes de Asia Central, con 7500 m². Tiene capacidad para albergar a 30 000 fieles.

## Historia
La construcción de la mezquita comenzó en 2012. Se decidió que la mezquita llevaría el nombre de Al-Sarakhsi, un erudito islámico medieval del siglo XI.
La mezquita fue inaugurada el 2 de septiembre de 2018. A la ceremonia de apertura asistieron el presidente de Kirguistán, Sooronbai Jeenbekov, y su homólogo turco, Recep Tayyip Erdoğan. Durante la inauguración, el presidente turco dijo que esperaba "revivir los lazos históricos entre Anatolia y Asia Central" y "espero que esta mezquita sea un símbolo de unidad y paz entre hermanos y hermanas. Somos una nación con dos estados y más allá de eso, somos ummah (comunidad musulmana)".

## Arquitectura
La mezquita está construida en un estilo renacentista otomano, con cuatro minaretes de 68 m de alto, cada uno con tres balcones. Su diseño se asemeja a la Mezquita de Kocatepe La mezquita tiene una capacidad para 9000 personas en el espacio cerrado y 30 000 personas en total. Junto con los cuartos de plegarias, la mezquita tiene un gran estacionamiento, salones de clase, un salón de conferencias para estudios islámicos y un comedor.
Dos enormes candelabros cuelgan de los domos que han sido decorados con artesanías otomanas. La mezquita tiene un domo de 37 m de alto: 23 m de diám por dentro y 25 m por fuera. Se utilizó mármol blanco de Turquía para la construcción.